# Enceliinae
Enceliinae, maleni podtribus glavočika, dio tribusa Heliantheae. Postoji pet rodova raširenih po Sjevernoj i Južnoj Americi.

## Opis
Podpleme Enceliinae (Asteraceae, Heliantheae) sastoji se od pet rodova grmova i zeljastih biljaka, tj. Encelia Adans. 1763, Enceliopsis A.Nelson 1909, Flourensia DC. 1836., Geraea Torr. & A. Gray 1846, i Helianthella Torr. & A. Gray 1842, rasprostranjen u sušnim do polusušnim područjima zapadne Sjeverne i Južne Amerike (Panero 2007).
Flourensia je najveći rod podplemena Enceliinae (Panero 2005, 2007) s amfitropskom disjunktnom distribucijom u sušnim do polusušnim regijama Sjeverne i Južne Amerike. Dillon (1984) objavio je cjelovitu monografiju Flourensia u kojoj je prepoznata 31 vrsta smolastih grmova ili stabala; naknadno je opisana još jedna vrsta iz Perua (Dillon 1986). Naš nedavni taksonomski rad na južnoameričkim vrstama roda smanjio je broj na 25 (Ospina et al. 2018). Dillon (1984.) je Flourensia podijelio na sjevernoameričke i južnoameričke vrste, pri čemu sjevernoamerička skupina uključuje tipsku vrstu F. laurifolia DC. Iako te vrste nisu formalno grupirane u infrageneričke kategorije i nisu zabilježeni nikakvi dijagnostički znakovi koji bi razdvojili ove dvije skupine, on je sugerirao da Flourensia, kao i mnogi drugi rodovi Heliantheae Novog svijeta, potječu iz Sjeverne Amerike s ranim prodorima u Južnu Ameriku.

## Rodovi
1. Encelia Adans. (22 spp.)
2. Enceliopsis (A. Gray) A. Nelson (3 spp.)
3. Geraea Torr. & A. Gray (2 spp.)
4. Flourensia DC. (32 spp.)
5. Helianthella Torr. & A. Gray (11 spp.)

Godine 2023. opisan je novi rod Austroflourensia